# Lifucolonus
Lifucolonus är ett släkte av skalbaggar. Lifucolonus ingår i familjen vivlar.
Kladogram enligt Catalogue of Life:
| Lifucolonus | \| \| Lifucolonus rectirostris \| \| \| \| |
|             | \| \| Lifucolonus rectirostris \| \| \| \| |
|             | Lifucolonus rectirostris                   |
|             |                                            |